# Hovi Star
Hovi Star (in ebraico חובי סטאר‎?), pseudonimo di Hovav Sekoletz (in ebraico חובב סקולץ‎?; Kiryat Ata, 19 novembre 1986), è un cantante israeliano, rappresentante di Israele all'Eurovision Song Contest 2016 con la canzone Made of Stars.

## Biografia
Hovav Sekoletz è nato a Kiryat Ata il 19 novembre del 1986. I suoi genitori hanno divorziato nei suoi primi anni di vita. Ha iniziato la carriera musicale all'età di 14 anni e durante il servizio militare di leva ha fatto parte del gruppo musicale HFCN. Fra maggio e agosto 2009 ha partecipato alla settima edizione di Kokhav Nolad, versione israeliana del format britannico Pop Idol, classificandosi settimo.
Nel 2015 ha partecipato al talent show HaKokhav HaBa L'Eirovizion per la selezione dell'artista e della canzone da mandare all'Eurovision Song Contest 2016. Il 3 marzo ha raggiunto la finale, nella quale è risultato il più televotato con la canzone Made of Stars. All'Eurovision Hovi Star ha cantato nella seconda semifinale, che si è tenuta il 12 maggio a Stoccolma, e si è qualificato per la finale del 14 maggio.